# Кочубей Михайло Миколайович
Кочубей Михайло Миколайович (*5 січня 1863, Вороньки — 1935) — український культурний діяч, драматург. :)

## Біографія
З відомого козацько-старшинського та шляхетського роду. 
Був (з 1885) колезьким реєстратором, 1896—1900 — предводитель шляхти Козелецького повіту Чернігівської губернії. 
Влаштовував аматорські вистави. В комедії «Халепа» (1883) використав сюжет оповідання «Сорочинський ярмарок» Миколи Гоголя, комедія «Оксана» (1884) є інсценізацією повісті «Ніч перед Різдвом» Миколи Гоголя. 
Життя українського села відобразив у п’єсах «Хома у пригоді» (1900), «Челядник», «Мазун». 
У 1902 опублікував статтю «До питання про генетичний зв’язок „Москаля-чарівника» і „Простака“», в якій відзначив високий драматургічний рівень комедій Івана Котляревського та В. Гоголя-Яновського.